# 川上タカユキ
川上 タカユキ（かわかみ タカユキ、1976年6月14日 - ）は、神奈川県横浜市出身のシンガーソングライター、キーボーディスト 、ボイストレーナー。

## 経歴
- 2002年、ピアノ弾き語りのシンガーソングライターとして活動開始。 同時期にライブやテレビ番組にてアーティストのコーラス、キーボードを担当。 後藤真希、岡本真夜らと共演。
- 2006年、アルバム「Sweet Groove」リリース。弾き語りやバンド編成のスタイルでワンマンライブやツアーコンサートを行い数々のメジャー・インディーズアーティストと共演。併せてラジオ出演、パワープレイを獲得。
- 2018年、マキシシングル「孤独のパズル」をクラウン徳間ミュージック/mars entertainmentよりメジャーリリース。

- 現在シンガーソングライター、ボーカリスト、キーボーディスト、ボイストレーナーとして活動中。

## ディスコグラフィ
アルバム
- 『Sweet Groove』（2006年11月21日）KIRAKIRA RECORD

マキシシングル
- 『孤独のパズル』（2018年5月30日）クラウン徳間ミュージック/mars entertainment

オムニバス
- 『Spirits Of Life』（2004年）
- 『Gemstone』（2006年）

## 出演メディア
NHK（家族で選ぶにっぽんの歌）、TBSラジオ、FMヨコハマ（Tresen、YOKOHAMA MUSIC AWARD）、bayfm、
FM戸塚（MOVE ON UP！TOTSUKA 番組パーソナリティ）、FM鎌倉、レディオ湘南、PC-ITV

## 共演アーティスト
岩崎良美、岡本真夜、乙三.、後藤真希、 酒井　俊、
杉山章二丸（ex　THE TIMERS）、森　進一